# Ed Chynoweth-trófea
Az Ed Chynoweth-trófea egy díj, melyet a Memorial-kupa pontkirálya kap. A trófeát Ed Chynoweth-ről, a Western Hockey League volt elnökéről nevezték el. Először 1996-ban adták át.

## A díjazottak
| Év   | Győztes                                                                | Csapat                                                                 | Liga                                                                   | Pont                                                                   |
| ---- | ---------------------------------------------------------------------- | ---------------------------------------------------------------------- | ---------------------------------------------------------------------- | ---------------------------------------------------------------------- |
| 2020 | A bajnokság elmaradt a Covid19-pandémia miatt. A trófeát nem adták át. | A bajnokság elmaradt a Covid19-pandémia miatt. A trófeát nem adták át. | A bajnokság elmaradt a Covid19-pandémia miatt. A trófeát nem adták át. | A bajnokság elmaradt a Covid19-pandémia miatt. A trófeát nem adták át. |
| 2019 | Jakub Lauko                                                            | Rouyn-Noranda Huskies                                                  | QMJHL                                                                  | 8 (2g, 6a)                                                             |
| 2018 | Sam Steel                                                              | Regina Pats                                                            | WHL                                                                    | 13 (2g, 11a)                                                           |
| 2017 | Dylan Strome                                                           | Erie Otters                                                            | OHL                                                                    | 11 (7g, 4a)                                                            |
| 2016 | Mitchell Marner                                                        | London Knights                                                         | OHL                                                                    | 14 (2g, 12a)                                                           |
| 2015 | Leon Draisaitl                                                         | Kelowna Rockets                                                        | WHL                                                                    | 7 (4g, 3a)                                                             |
| 2014 | Henrik Samuelsson                                                      | Edmonton Oil Kings                                                     | WHL                                                                    | 8 (4g, 4a)                                                             |
| 2013 | Nathan Mackinnon                                                       | Halifax Mooseheads                                                     | QMJHL                                                                  | 13 (9g, 4a)                                                            |
| 2012 | Michael Chaput                                                         | Shawinigan Cataractes                                                  | QMJHL                                                                  | 12 (5g, 7a)                                                            |
| 2011 | Andrew Shaw                                                            | Owen Sound Attack                                                      | OHL                                                                    | 7 (2g, 5a)                                                             |
| 2010 | Taylor Hall                                                            | Windsor Spitfires                                                      | OHL                                                                    | 9 (5g, 4a)                                                             |
| 2009 | Jamie Benn                                                             | Kelowna Rockets                                                        | WHL                                                                    | 9 (5g, 4a)                                                             |
| 2008 | Justin Azevedo                                                         | Kitchener Rangers                                                      | OHL                                                                    | 11 (4g, 7a)                                                            |
| 2007 | Michal Řepík                                                           | Vancouver Giants                                                       | WHL                                                                    | 7 (3g, 4a)                                                             |
| 2006 | Gilbert Brulé                                                          | Vancouver Giants                                                       | WHL                                                                    | 12 (6g, 6a)                                                            |
| 2005 | Sidney Crosby                                                          | Rimouski Océanic                                                       | QMJHL                                                                  | 11 (6g, 5a)                                                            |
| 2004 | Doug O'Brien                                                           | Gatineau Olympiques                                                    | QMJHL                                                                  | 8 (3g, 5a)                                                             |
| 2003 | Gregory Campbell                                                       | Kitchener Rangers                                                      | OHL                                                                    | 7 (1g, 6a)                                                             |
| 2002 | Matthew Lombardi                                                       | Victoriaville Tigres                                                   | QMJHL                                                                  | 9 (2g, 7a)                                                             |
| 2001 | Simon Gamache                                                          | Val-d’Or Foreurs                                                       | QMJHL                                                                  | 7 (4g, 3a)                                                             |
| 2000 | Ramzi Abid                                                             | Halifax Mooseheads                                                     | QMJHL                                                                  | 10 (6g, 4a)                                                            |
| 1999 | Justin Davis                                                           | Ottawa 67’s                                                            | OHL                                                                    | 9 (3g, 6a)                                                             |
| 1998 | Andrej Podkonický                                                      | Portland Winter Hawks                                                  | WHL                                                                    | 10 (6g, 4a)                                                            |
| 1997 | Christian Dubé                                                         | Gatineau Olympiques                                                    | QMJHL                                                                  | 13 (6g, 7a)                                                            |
| 1996 | Philippe Audet                                                         | Granby Prédateurs                                                      | QMJHL                                                                  | 8 (4g, 4a)                                                             |